# Costa di Bryan

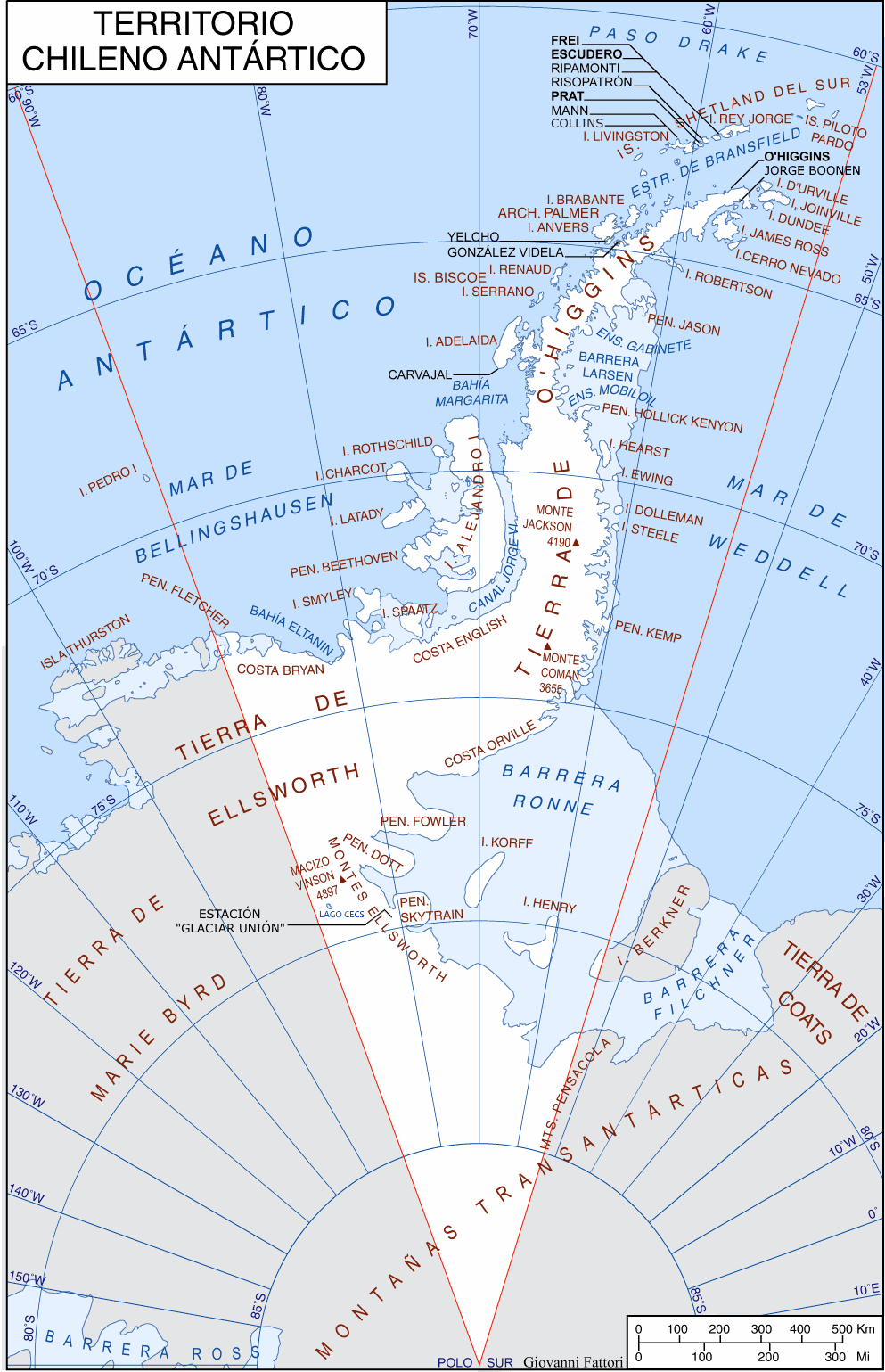
La posizione della costa di Bryan.

La costa di Bryan (centrata alle coordinate 73°35′S 84°00′W) è una porzione della costa della Terra di Ellsworth, in Antartide. In particolare, la costa di Bryan si estende tra la penisola Rydberg (73°10′S 79°45′W), a nordest, e punta Pfrogner (72°37′S 89°35′W), sulla penisola Fletcher, a sudovest, e confina a nordest con la costa di English (e quindi con la Terra di Palmer) e a sudovest con la costa di Eights.
Davanti alla sua parte più occidentale, tra la penisola Fletcher e la penisola Allison è presente la piattaforma di ghiaccio Venable.
Secondo quando stabilito nel 2009 dal Comitato Scientifico per la Ricerca in Antartide, inoltre, la penisola Rydberg, confine settentrionale della costa di Bryan, coincide con il confine sudoccidentale della Penisola Antartica.

## Storia
La parte orientale della costa di Bryan è stata scoperta durante vogli di ricognizione del Programma Antartico degli Stati Uniti d'America, 1939–41, e della spedizione antartica di ricerca Ronne, 1947-48. L'intera costa fu infine mappata dallo United States Geological Survey grazie a fotografie aeree scattate dalla marina militare statunitense tra il 1961 e il 1967.
Originariamente chiamata costa di George Bryan in onore del contrammiraglio George S. Bryan, idrografo della marina militare americana, sotto la cui direzione, dal 1936 al 1948, si ebbero notevoli contributi alla geografia polare, il nome della costa fu poi, per ragioni di comodità, abbreviato in quello attuale.